# القاهرة (القفر)

تعديل مصدري - تعديل

القاهرة محلة تابعة لقرية الفواطم، التابعة لعزلة بني مهدى بمديرية القفر إحدى مديريات محافظة إب في الجمهورية اليمنية، بلغ تعداد سكانها 20 حسب تعداد اليمن لعام 2004.